# Populierenprachtkever
De populierenprachtkever (Agrilus ater) is een keversoort uit de familie prachtkevers (Buprestidae). De slanke kever is tussen de zes en elf millimeter lang. Hij heeft een donkere metaalgloed en is makkelijk te herkennen aan de drie witte vlekken op elk dekschild (elytrum).
De populierenprachtkever komt in een groot deel van Europa voor. De larven ontwikkelen zich in de schors van populieren en wilgen. De volwassen kevers zijn ook op deze bomen te vinden. In Centraal-Europa zijn ze met name in juni en juli actief.
In 1767 werd de wetenschappelijke naam door Carl Linnaeus gepubliceerd als Buprestis ater. Hij beschreef de kever als corpore atro enlongato (Latijn: 'met een zwart langwerpig lichaam'). Hieraan ontleent de kever de soortnaam āter, wat 'zwart' betekent.